# Мустъяла
Му́стъяла (эст. Mustjala, нем. Mustelhof), также А́леви, (эст. Alevi) — деревня в волости Сааремаа в западной части уезда Сааремаа, Эстония. 
До административной реформы местных самоуправлений Эстонии 2017 года деревня являлась административным центром одноимённой волости Мустъяла.

## Число жителей
По данным переписи населения 2011 года в деревне проживало 267 человек, из них 263 (98,5 %) — эстонцы.
В 2000 году в деревне было 324 жителя.
По состоянию на 1 января 2018 года в деревне насчитывалось 254 жителя.

## Описание

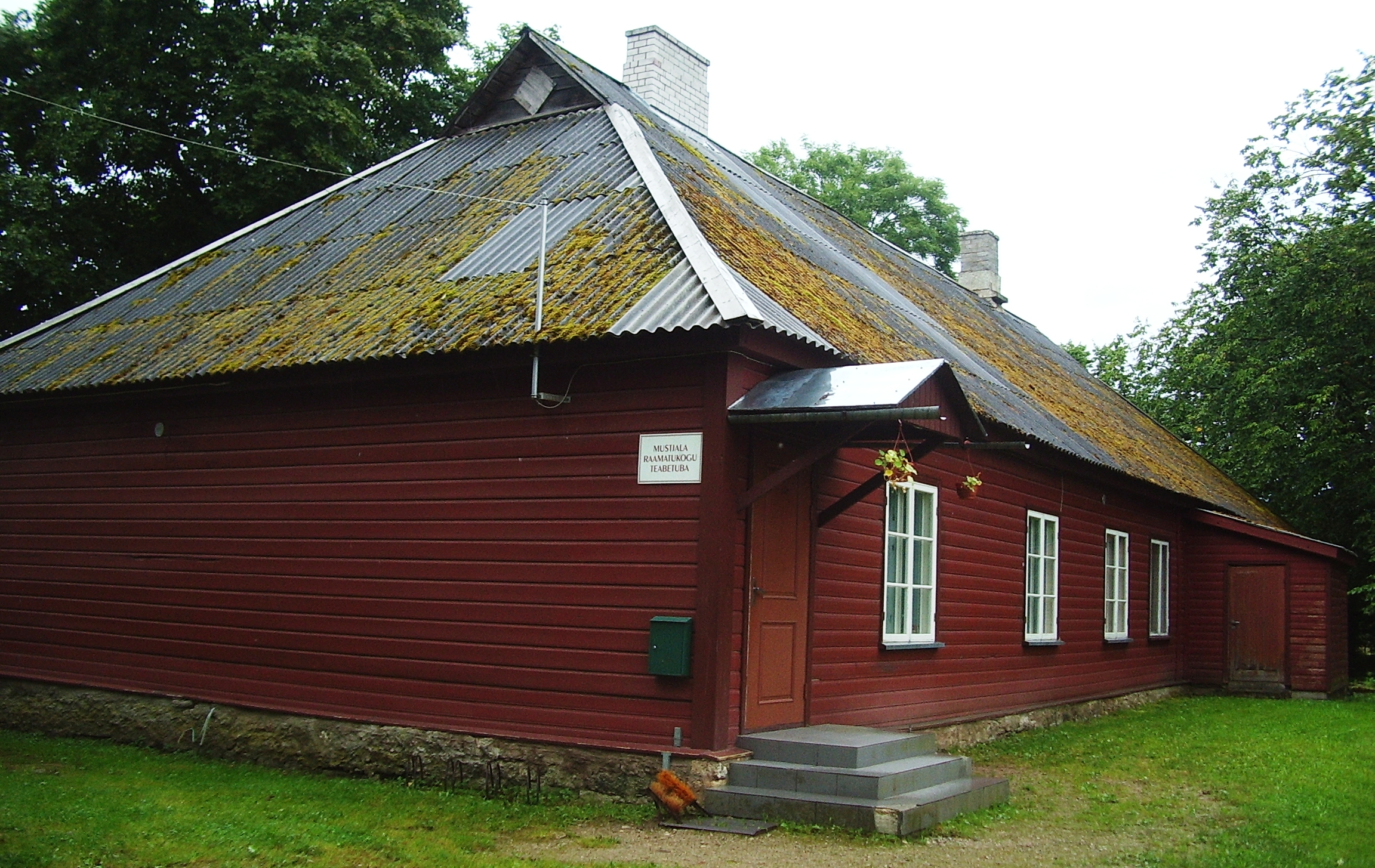
Библиотека в Мустъяле

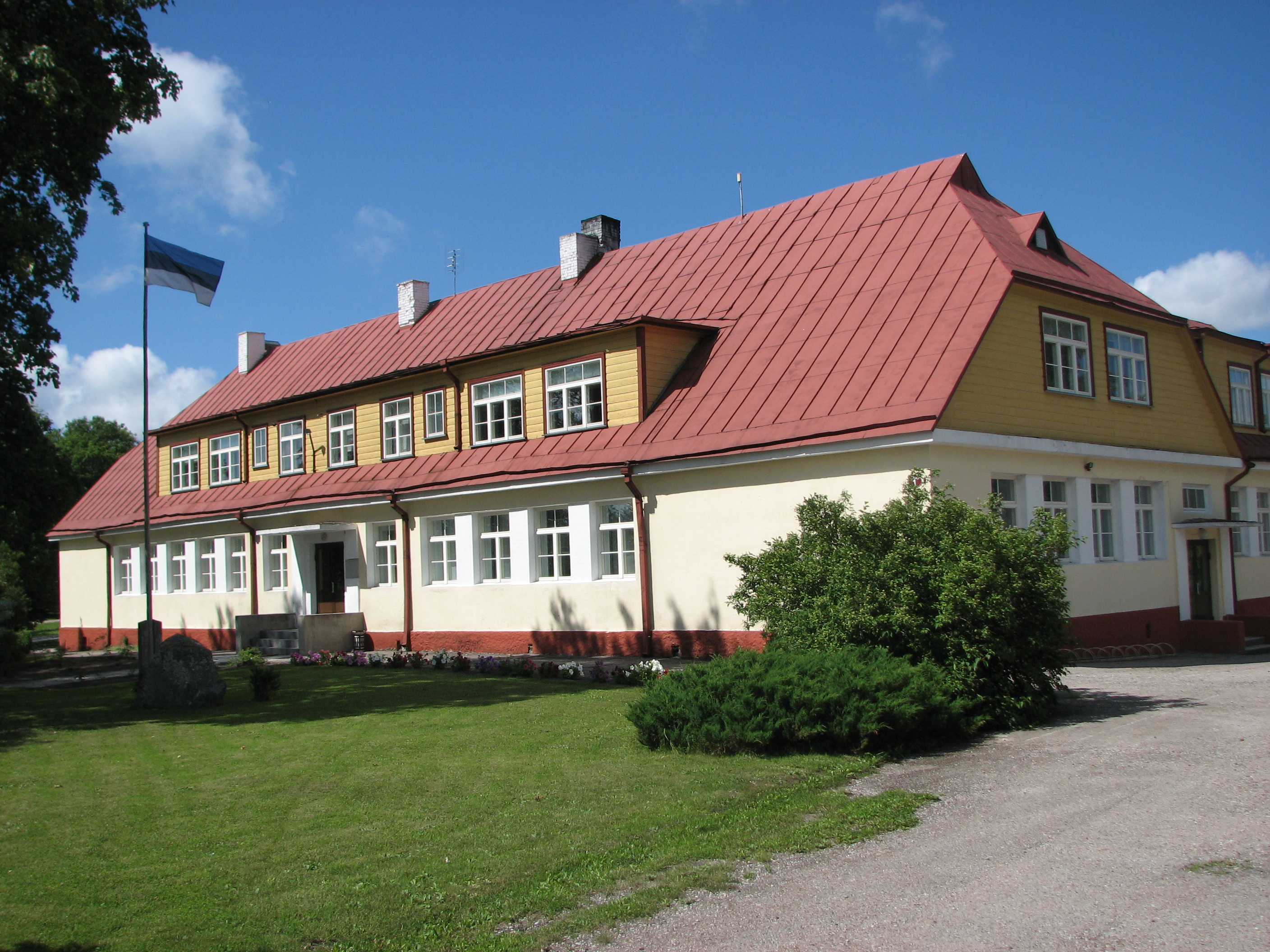
Школа-детский сад в Мустъяле

Деревня Мустъяла расположена на острове Сааремаа, в 26-ти километрах к северо-западу от уездного центра и столицы острова — города Курессааре. Высота над уровнем моря — 14 метров. Связана с близлежащими деревнями сетью грунтовых дорог. От деревни до Курессааре проложена асфальтовая дорога, по которой ходит рейсовый автобус.
В 3-х километрах к северо-востоку от Мустъяла* находится глубоководный порт для посещающих остров Сааремаа круизных судов.
* Примечание: эстонские топонимы, оканчивающиеся на -а, не склоняются  и не имеют женского рода (исключение — Нарва).
Побережье представляет собой по большей части каменистые пляжи. Местами встречаются каменные обрывы, как, например, 22-метровый отвесный обрыв Панга Панк в бухте Кюдема или обрывистый берег Ундва Панк, находящийся на полуострове Тагамыйза на северо-западе острова.
В деревне есть детский сад—начальная школа, Народный дом, Мустъялаская церковь святой Анны и Мустъялаская Церковь Пророка Илии. Рядом с церковью Анны расположен магазин изделий ручной работы. В бывшем главном здании мызы Мустъяла с 1931 года работает библиотека, в 2000-х годах в ней появились Интернет-пункт и копировальный аппарат.
Важным мероприятием, проводимым в Мустъяла с 1995 года, является летний Мустъялаский музыкальный фестиваль, на котором выступают артисты с национальными колоритом и музыкальным стилем.

## История
Поселение на месте современной Мустъяла впервые упоминается в 1592 году как Mustell.
Примерно в 1605 году была основана мыза Мустъяла (нем. Mustel). Самостоятельный приход Мустъяла был образован в начале 1646 году из областей более ранних приходов Каарма (эст. Kaarma и Кихельконна (эст. Kihelkonna).
В 1920-х годах, после земельной реформы, рядом с мызой возникло поселение, около которого находился посёлок Мустъяла, упомянутый уже в списке 1923 года. В 1945, 1970 годах поселение официально носило название деревня Алеви, а с 1977 года – деревня Мустъяла.
В деревнях в округе Мустъяла сохранилось много старых и ценных хуторских построек, старинной хозяйственной утвари, национальной одежды. В Эстонии всем известны женская национальная одежда Мустъяла и народный танец «Свадебный поезд Мустъяла» ("Mustjala pulmarong").

## Происхождение топонима
Название переводится с эстонского языка как «Чёрная нога»; по преданию местные жители мазали ноги целебной смолой.
В старину слово Мустъялг было личным именем.

## Достопримечательности
- Евангелистско-лютеранская церковь святой Анны (время постройки: 1863, архитектор Д. И. Гримм);
- пасторский дом Хейнметса, Alevi 10, (время постройки: 1911), в этом доме в 1950—1955 жила эстонская писательница Эндла Тегова[эст.], ныне здесь находится мастерская художника Дмитрия Эдуардовича Терехова;
- церковь Пророка Илии (эст. Mustjala Prohvet Eeliase kirik);
- мыс Панга (высота составляет 21,3 м).

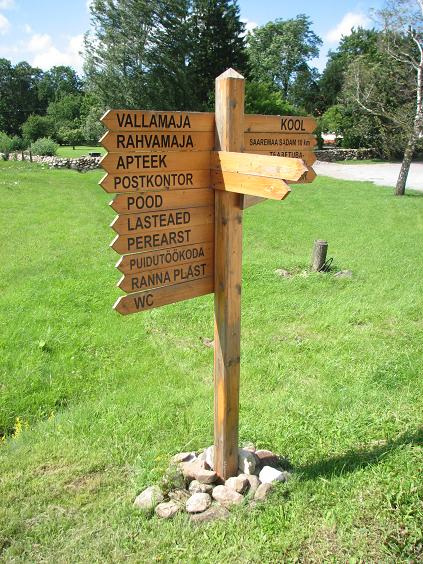
В Мустъяла заблудиться невозможно

## Фотографии
- Исторические фотографии Мустъяла на сайте Aiapaik